# Reisedienst Dreßler
Die Reisedienst Dreßler GmbH ist ein Unternehmen für Verkehrsdienstleistungen mit Sitz in Heidenau im Landkreis Sächsische Schweiz-Osterzgebirge. Seine je zwei Stadt- und Regionalbuslinien im Südosten der Region Dresden führt es als Nachauftragnehmer des Regionalverkehrs Sächsische Schweiz-Osterzgebirge (RVSOE) durch. Zuvor war das Unternehmen ein direkter Konzessionsnehmer für den ÖPNV des Verkehrsverbundes Oberelbe (VVO).

## Öffentlicher Personennahverkehr
Das 1991 gegründete Unternehmen ist Verbundpartner des VVO und betreibt die vier Omnibuslinien A, B, 201 und 202. Ausgangspunkt aller Routen ist der Heidenauer Bahnhof im Stadtteil Mügeln. Das Angebot ergänzt die Liniennetze der Dresdner Verkehrsbetriebe (DVB) und der RVSOE, die ebenfalls zum Verkehrsverbund gehören.
Die Linie A ist eine Ringlinie über Dohna, Klein- und Großsedlitz sowie Heidenau-Süd. Die Linie B verbindet Heidenau mit Dohna und dessen Ortsteilen Gamig, Gorknitz, Bosewitz, Röhrsdorf, Burgstädtel und Borthen. Durch das Tal der Müglitz führt die Linie 201 von Heidenau über Dohna, Weesenstein, Burkhardswalde, Mühlbach (bzw. Häselich) und Schlottwitz bis nach Glashütte. Die Linie 202 bindet die anderen Müglitztaler Ortsteile an. Sie verkehrt von Heidenau über Dohna und Weesenstein weiter durch Falkenhain, Crotta, Schmorsdorf und Maxen bis nach Mühlbach.